# 马尔卡杰吉里
马尔卡杰吉里（Malkajgiri），是印度安得拉邦Rangareddi县的一个城镇。总人口175000（2001年）。

## 人口
该地2001年总人口175000人，其中男性90000人，女性85000人；0—6岁人口13000人，其中男7000人，女6000人；识字率68.57%，其中男性为72.22%，女性为64.71%。